# 神経幹細胞
神経幹細胞（しんけいかんさいぼう、英: Neural stem cell）は、ニューロンおよび（ミクログリアを除く）グリア細胞へ分化する細胞を供給する能力を持つ幹細胞。

## 歴史
1989年、サリー・テンプルがマウスの脳室下帯にある幹細胞の多分化能について論文を発表する。1992年、ブレント・レイノルズとサミュエル・ウェイスが初めて成体マウスの脳組織の、脳室下帯を含む線条体組織から神経幹細胞及び神経前駆細胞を分離させることに成功する。これ以来、神経幹細胞及び神経前駆細胞は人類を含む 多くの生物において脊髄等の非神経領域を含む成体の脳の他の部分からは分離された。

## 機能
娘細胞の一方が神経前駆細胞となり、様々な分化制御を受けて神経細胞やアストロサイト、オリゴデンドロサイトを生み出す。分化制御には外部からのシグナル伝達や細胞自律的な転写因子の非対称分配、クロマチン修飾によるエピジェネティクスが関わる。発生における神経系の形成の他、終末分化した組織においても新たな神経細胞を供給する役割を持ち、神経の再生医療への応用も研究されている。
哺乳類の成体の脳の神経細胞は増えることはないと考えられていたが、海馬と側脳室と呼ばれる部位に神経幹細胞が存在しており、ニューロンの新生を行うことが報告されている。海馬の神経幹細胞は、学習や豊かな環境下で、その増殖頻度が増加し、またストレスを受けたり、加齢（歳をとること）によって減弱することが報告されている。